# Detonella papillicornis
Detonella papillicornis là một loài chân đều trong họ Detonidae. Loài này được Richardson miêu tả khoa học năm 1904.